# المعلاة (حجر)
'

تعديل مصدري - تعديل

المعلاة هي إحدى قرى عزلة الجول بمديرية حجر التابعة لمحافظة حضرموت، بلغ تعداد سكانها 656 نسمة حسب تعداد اليمن لعام 2004.